# Томмі Янгер
Томмі Янгер (англ. Tommy Younger, 10 квітня 1930, Единбург — 13 січня 1984) — шотландський футболіст, що грав на позиції воротаря. По завершенні ігрової кар'єри — тренер. Найбільш відомий за виступами у складі клубу «Гіберніан», у складі якого став триразовим чемпіоном Шотландії, та за англійський клуб «Ліверпуль», а також національну збірну Шотландії, у складі якої був учасником чемпіонату світу 1958 року.

## Клубна кар'єра
Томмі Янгер народився в Единбурзі, та розпочав виступи на футбольних полях у 1946 році в команді «Гіберніан». Цей період був найуспішнішим в історії единбурзького клубу, й Томмі Янгер тричі ставав чемпіоном Шотландії у 1948, 1951 та 1952 роках, провівши у клубі десять років, та взявши участь у 181 матчі чемпіонату країни.
У 1956 році Томмі Янгер став гравцем англійської команди «Ліверпуль», до якої перейшов за 9000 фунтів стерлінгів. На той час «червоні» виступали в другому англійському дивізіоні. Дебютував Янгер у новій команді 18 серпня 1956 року в грі проти команди «Гаддерсфілд Таун». Три роки він був основним воротарем «Ліверпуля», зігравши за цей час 120 лігових матчів за клуб. У 1959 році покинув ліверпульський клуб та повернувся до Шотландії.
У 1959 році Томмі Янгер став граючим головним тренером шотландської команди «Фолкерк», діями якої керував до 1960 року, після чого отримав травму та деякий час не виступав на футбольних полях. Після того, як залікував травму, повернувся до виступів, та став гравцем англійського клубу «Сток Сіті», в якому зіграв 10 матчів. У цьому ж році перейшов до валлійського клубу «Ріл», в якому грав до початку 1961 року, після чого перейшов до канадського клубу «Торонто Сіті». Ще до кінця 1961 року Янгер повернувся до Великої Британії, ставши гравцем команди «Лідс Юнайтед», за яку виступав протягом 1961—1963 років, після чого остаточно завершив виступи на футбольних полях.

## Виступи за збірну
1955 року дебютував в офіційних матчах у складі національної збірної Шотландії. Протягом кар'єри у національній команді, яка тривала 4 роки, провів у її формі 24 матчі. У складі збірної був учасником чемпіонату світу 1958 року у Швеції. Єдиний матч зі збірною Парагваю, який провів Томмі Янгер на чемпіонаті світу. став його останнім матчем у складі збірної.

## Після завершення футбольної кар'єри
Після завершення виступів на футбольних полях Томмі Янгер працював скаутом у футбольному клубі «Лідс Юнайтед», пізніше працював у клубі «Торонто Сіті» тренером. Після цього повернувся до Шотландії, працював у клубі «Гіберніан». Пізніше працював заступником президента Шотландської футбольної асоціації, пішов у відставку у 1983 році. Помер Томмі Янгер 13 січня 1984 року на 54-му році життя, у нього залишилась дружина. три доньки та син.

## Титули і досягнення
- Чемпіон Шотландії (3):

«Гіберніан»: 1947–1948, 1950–1951, 1951–1952